# ポール・クラウザー
ポール・クラウザー MRIA（Paul Crowther、[ˈkraʊðər]、1953年8月24日 - ）は、イギリスの哲学者。美学、形而上学、視覚文化を専門とする。イングランド・リーズ出身。「ポスト分析現象学」と呼ばれる美学理論の支持者。

## 経歴
歴史学と政治学を研究するためにマンチェスター大学に入学したが、リーズ大学に移り、哲学と美術史の二重学位を取得。また、ヨーク大学大学院で、古典学の教育資格を取得。オックスフォード大学D.Phil. 。オックスフォード大学コーパス・クリスティー・カレッジフェロー、同美術史学科講師（lecturer）、同歴史学科準教授（reader）を務めた。また、スコットランドのセント・アンドリュース大学、セントラル・ランカシャー大学、ヤーコプス大学ブレーメン校教鞭を執った。2009年アイルランド国立大学哲学議長（chair）。2016年同大学哲学名誉教授。
2017年5月、王立アイルランドアカデミー（Royal Irish Academy）会員に選出。

## 哲学研究
視覚美学、現象学、カントを専門とする。視覚芸術の哲学に関するクロウザーの著作は、中国語、韓国語、ドイツ語、セルビア語などに翻訳されている。
2014年には、スロベニア文化省とムーア研究所から援助を受け、スロベニア人芸術家のMojca Oblakと共同で、リュブリャナ、スロベニア国立美術館で「美の覚醒（Awakening Beauty）」と題したビクトリア朝期芸術の展覧会を開催した。

## 主な著作
- Crowther, Paul (2009). Phenomenology of the Visual Arts (even the frame). Stanford, CA: Stanford University Press.[9]
- Crowther, Paul (2007). Defining Art, Creating the Canon: Artistic Value in an Era of Doubt. Oxford, UK: Oxford University Press.[10]
- Crowther, Paul (1997). The Language of Twentieth-Century Art: A Conceptual History. New Haven and London: Yale University Press.[11]
- Crowther, Paul (1993). Art and Embodiment: From Aesthetics to Self-Consciousness. Oxford: Oxford University Press.[12]
- Crowther, Paul (1989). The Kantian Sublime: From Morality to Art. Oxford, UK: Oxford University Press.[13]